# Rubus charadzeae
Rubus charadzeae är en rosväxtart som beskrevs av Sanadze. Rubus charadzeae ingår i släktet rubusar, och familjen rosväxter. Inga underarter finns listade i Catalogue of Life.